# National-communisme

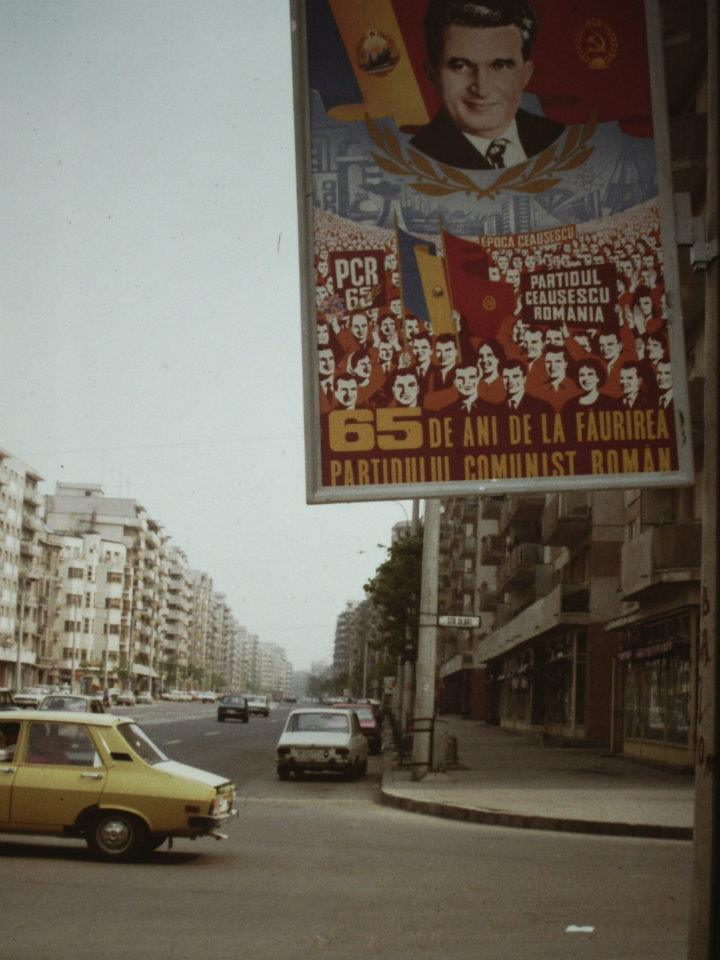
Affiche de propagande de 1986 du Parti communiste roumain (alors parti unique).

Le national-communisme est un terme décrivant des formes différentes dans lesquelles le marxisme-léninisme et le socialisme furent adoptés et/ou implantés par différents leaders dans différents pays utilisant des aspects du nationalisme ou de l'identité nationale pour créer une politique indépendante de l'internationalisme communiste. La national-communisme avait été utilisé pour décrire des mouvements et des gouvernements qui cherchèrent de créer une variante unique et distincte du communisme basée sur des caractéristiques nationales et circonstances, au lieu de suivre les politiques mises en place par d'autres états socialistes, tel que l'Union soviétique.
Dans chaque état indépendant, empire ou dépendance, la relation entre la classe sociale et la nation avait ses propres particularités. Les communistes ukrainiens Vasyl Shakhraï, Oleksandr Shumskyi et Serhii Mazlakh, puis le Tatar Soltangäliev, considéraient les intérêts de l'état bolchevique russe comme opposés avec ceux de leurs propres pays. Les partis communistes qui avaient tenté de poursuivre des politiques plus ou moins différentes de celle de l'Union soviétique étaient décriés comme « national-communistes ». Les exemples incluent Josip Broz Tito et sa direction indépendante qui guida la Yougoslavie vers un modèle autogestionnaire qui n'intégra ni le Comecon ni le pacte de Varsovie, mais participa au mouvement des non-alignés. Furent également qualifiées de « national-communistes » les gouvernances, fort différentes entre elles, de la Hongrie d'Imre Nagy, du socialisme à visage humain tchécoslovaque d'Alexander Dubcek, du « socialisme du goulash » de Janos Kadar, des débuts de la république socialiste de Roumanie de Nicolae Ceaușescu, et aussi, en Asie, du Kampuchéa démocratique de Pol Pot et de la Corée du Nord de la dynastie Kim,.
Le communisme comme l'envisageaient Karl Marx et Friedrich Engels était internationaliste : l'« internationalisme prolétarien » était supposé faire de la lutte des classes une priorité pour la classe ouvrière, tandis que le nationalisme était vu comme une manipulation de la bourgeoisie (diviser pour mieux régner) pour empêcher le prolétariat de s'unir contre la classe dirigeante. Le Komintern fut créé pour mettre en œuvre cette doctrine mais avec la nouvelle politique du socialisme dans un seul pays, le stalinisme en fit un instrument au service prioritaire des intérêts soviétiques. Pendant la Guerre froide, la « concurrence géopolitique » du mouvement des non-alignés favorisa le « national-communisme » (officiellement baptisé « voie propre vers le communisme »), étroitement surveillé par le Kremlin mais simultanément brandi comme bannière et démonstration de la diversité du bloc de l'Est et de l'« indépendance de chaque Parti communiste ».

## Origines
Le XIXe siècle
Pendant les années 1840, communiste était généralement utilisé pour décrire ceux qui saluaient l'aile gauche du club des Jacobins de la révolution française comme leurs aïeux idéologiques. En 1847, la Ligue des communistes fut fondée à Londres. La Ligue demanda à Marx et Engels de rédiger Le manifeste du Parti communiste, qui fut adopté par la ligue et publié en 1848. Le manifeste du Parti communiste inclut un nombre d'opinions du rôle de la nation dans la mise en œuvre du manifeste. Le préambule annonce que Le manifeste du Parti communiste surgit des Européens de diverses nations se rassemblant à Londres pour publier leurs opinions, objectifs et tendances partagées. Le chapitre un traite de comment la montée de la bourgeoisie a engendrée la mondialisation et la place des questions nationales.
Maxime Rondinson, dans Marxisme et monde musulman écrit: "Il est vrai que le marxisme classique, pour une fois fidèle sur ce point à Marx lui-même, postule qu'un Etat socialiste ne saurait pas être impérialiste. Mais aucune preuve n'est donnée à l'appui de cette thèse qui est presque un postulat." Selon Roman Rosdolsky: "Quand le Manifeste déclare que l'ouvrier "n'a pas de pays", cela réfère à l'Etat national bourgeois, pas à la nationalité dans le sens ethnique. Les ouvriers "n'ont pas de pays" parce que selon Marx et Engels, ils doivent voir l'Etat national bourgeois comme une machinerie de leur oppression et après qu'ils ont atteint le pouvoir ils de même n'auront "pas de pays" au sens politique, dans la mesure que les Etats nationaux socialistes seront seulement une étape transitoire sur le chemin de la société sans classe et sans Etat du futur, puisque la construction d'une telle société n'est possible que sur l'échelle internationale."    

### Le XXe siècle
Le terme "national-communisme" sera popularisé par Milovan Djlas dans Nouvelle classe (1957), où il écrit: "Pas une seule forme de communisme ... existe dans d'autres formes que le national-communisme. Afin de se maintenir il doit devenir national." Quelques années plus tard, l'ex-communiste Manabendra Roy dit: "Le communisme en Asie est essentiellement du nationalisme peint en rouge". Anton Pannekoek, un communiste de gauche néerlandais ainsi que les monarchistes russes Nikolaï Oustrialov et Vasilli Choulgine déclarèrent en 1920 que les Russes étaient les premiers à nationaliser le communisme. Ils montrèrent à quel point les bolcheviks étaient différents des autres partis socio-démocrates européens en termes de structure et d'idéologie et au faut que le Parti bolchevik de Vladimir Lénine (fondée de l'aile gauche du Parti ouvrier social-démocrate de Russie) peut être considéré le premier parti national-communiste. En mars 1918, Lénine renomma son parti Parti communiste russe. Le national-communisme se réfère aussi aux courants communistes non-russes qui surgirent dans l'ancien empire tsariste après que Lénine ait saisit le pouvoir dans la révolution d'Octobre (1917) et aux différents régimes communistes qui émergèrent après 1945 dans d'autres parties du monde.
À la suite de leur contrepartie russe, les socialistes de gauche en Ukraine et dans les zones musulmanes de l'ancien empire russe développèrent aussi des variantes de communisme distinctes qui continuèrent dans l'Union soviétique jusqu'en 1928. Les variantes ukrainiennes et musulmanes se différenciaient entre elles par deux critères particuliers. Les musulmans croyaient que le sort du monde dépendait sur les évènements en Asie et non-pas en Europe. Ils argumentèrent aussi que les alliances avec la bourgeoisie nationale était nécessaire pour la durée de la lutte pour la libération. Les divisions de classe devaient être ignorées, sinon la bourgeoisie nationale se détournerai de la lutte nationale, s'allierai avec sa contrepartie impériale et assurera que l'effondrement total de toute révolution de tout type et de la libération nationale. Dans sa variante musulmane, c'était une synthèse entre nationalisme, communisme et anarchisme ainsi que de la religion. Les communistes musulmans inclurent des personnalités de groupes qui précédaient la révolution russe, rejoignant le Parti bolchevik russe entre 1917 et 1920 - certains d'entre eux étaient des NarKomNatzs sous Joseph Staline, le Commissar du peuple.
Le terme "national-communisme" fut adopté par un petit nombre de fascistes français, tel que le politicien Pierre Clémenti. Le Parti français national-communiste exista entre 1934-1944 et adhéra à une plateforme marquée par ses similarités avec le fascisme et popularisa l'antisémitisme racial. Le groupe était aussi marqué par son agitation pour le soutien du nationalisme pan-européen et du rattachisme, maintenant des contacts à la fois en Allemagne nazie et en Wallonie. Plus tard, le parti lâchera national-communisme de son nom, se renommant en Parti français national-collectiviste.
Le Parti Murba était un parti politique indonésien qui se proclamait être national-communiste. L'historien Herbert Feith caractérisa le profil du parti comme "du nationalisme extrême et du social radicalisme messianique (auquel son implicité était légèrement tempérée par la théorie marxiste et léniniste qu'il proclamait), c'était une citadelle d'"oppositionisme", la politique de refuser de reconnaître les difficultés pratiques des gouvernements." 

## Histoire

### En Ukraine
En 1918, le livre Do Khvyli (traduit en anglais par On the Current Situation in the Ukraine, édité par P. Potychnyj en 1970), écrit par les communistes ukrainiens Serhii Mazlakh et Vasyl Shakhraï, défièrent ce qu'ils voyaient comme une domination russe sur l'Ukraine sous le règne bolchevik. Les précurseurs des communistes ukrainiens, les socio-démocrates de gauche ukrainiens en mars 1919 essayèrent de diriger le soulèvement massif anti-bolchevik qui commença en Ukraine mais échouèrent de gagner le contrôle sur un territoire considérable. Leur force militaire principale sous Danylo Zelenyi fut défaite à partir de juillet 1919. Devant faire face au succès de l'offensive d'Anton Dénikine, ils décidèrent d'arrêter toute autre activité militaire et de s'allier aux bolcheviks en tant que moindre mal. En janvier 1920, il créèrent le Parti communiste ukrainien, qui reconnut le règne communiste russe sur l'Ukraine soviétique mais critiqua la centralisation administrative, culturelle, politique, du parti, et économique bolchevique. Dans une lettre soumise à la Troisième Internationale de la même année, ils étendirent l'analyse de Shakhraï et Mazlakh.
Un autre mouvement national-communiste ukrainien majeur était les Borotbistes dirigé par Oleksandr Shumskyi. Shumskyi prit une position plus pro-bolchevik que Shakhraï quand il commença l'Insurrection de Janvier pour tenter de renverser le gouvernement de la RPU. Shumskyi tenta aussi de renverser le hetman Pavlo Skoropadsky par une révolution. Après l'établissement de l'URSS, Shumskyi devint un partisan de l'ukrainisation dans le PCUS et contribua à la korenizatsiya qui favorisait la promotion de la langue et de la culture des minorités ethniques en URSS. Shumskyi était aussi un négociateur soviétique à la Paix de Riga.
À cause de l'opposition à la politique de russification du régime stalinien, il fut plus tard condamné en 1927 pour sa position national-communiste, référée par les autorités soviétiques comme « déviation nationale ». Il fut arrêté et jugé par le régime en 1933 et fut qualifié comme nationaliste et contrerévolutionnaire, ce qui lui a valu à la peine de mort en 1937. En 1946, il fut assassiné par des agents de la NKVD sous les directions de Joseph Staline et de Lazare Kaganovitch pendant son transfert de Kiev à SaraToby.

### Dans les régions musulmanes de l'ancien empire russe
Un conflit ouvert entre des théoriciens musulmans renommés, tels que Mirsäyet Soltangäliev d'un côté et de Lénine et Staline de l'autre, éclata en 1919 au deuxième Congrès de l'Internationale communiste sur l'autonomie du Parti communiste musulman, ainsi qu'au premier congrès des peuples d'Orient et à la première conférence des peuples turcs communistes de Russie soviétique et significativement au dixième congrès du Parti bolchevik (avril 1921). La crise résulta dans la purge du Parti communiste du Turkestan en décembre 1922 et en l'arrestation de Soltangäliev en 1923. Soltangäliev était le premier membre du Parti bolchevik à être arrêté par Staline. La cause immédiate de son arrestation était ses propos sur les résolutions du douzième congrès concernant les concessions aux non-russes. Staline était furieux que Soltangäliev rejetait sa juxtaposition du grand chauvinisme avec le nationalisme local. Soltangäliev commenta que la réaction au grand chauvinisme n'était pas le nationalisme et que c'était une simple réaction au grand chauvinisme. Neuf jours plus tard il sera arrêté.
Pendant ce temps, Soltangäliev, Turar Ryskulov, Nariman Narimanov et Akhmet Baïtoursinoff étaient très influents, surtout à travers l'université communiste des travailleurs d'Orient qui ouvrit en 1921 et fut très efficace jusqu'à ce que son personnel soit purgé en 1924. Les communistes en dehors de l'Union soviétique tels que Manabendra Nath Roy, Henk Sneevliet et Sultan Zade y enseignèrent aussi, formulant des positions politiques similaires. Des étudiants de l'université inclurent Sen Katayama, Tan Malaka, Liu Shaoqi et Hô Chi Minh.
La grande purge dans les républiques musulmanes commença en 1928 avec les exécutions de Veli Ibraimov du Parti communiste tatar et de Milliy Firqa suivis par les présidents du Hummet, du Parti communiste tatar et de l'Union tatare des impies. Elle se produisit aussi en Azerbaïdjan, au Kazakhstan et chez les Jeunes boukhariens.

### National-communisme bouddhiste
Une tendance bouddhiste avait aussi pu être observée pendant les années 1920-1930 d'abord en Mongolie sous la direction de personnalités politiques tels que Anandyn Amar et Peljidiyn Geden, tous les deux membres du Parti du peuple mongol et victimes des purges staliniennes des années 1930 et à Touva sous Donduk Kuular du Parti révolutionnaire du peuple touvain, reversé dans un coup d'état par Joseph Staline en 1929. Une manifestation de cette tendance existera aussi sous le régime du général Ne Win au Myanmar de 1962-1988 intitulée Voie birmane vers le socialisme.

### En Roumanie (années 1960-1980)
Bien que le terme "national-communisme" n'ait jamais été utilisé officiellement par le Parti communiste roumain, il fut utilisé pour décrire l'idéologie de la république socialiste de Roumanie entre le début des années 1960 et 1989. Gheorghe Gheorghiu-Dej développa originellement un accent sur le nationalisme roumain quand il tenta de poursuivre un politique étrangère et domestique plus autonome indépendant de l'Union soviétique. Ceci culmina en 1964 quand Gheorghiu-Dej annonça "une déclaration d'indépendance", abandonnant l'internationalisme communiste. Le successeur de Gheorghiu-Dej, Nicolae Ceausescu développa ceci davantage en combinant à la fois les principes du Marxisme-Léninisme et les doctrines du nationalisme roumain. En 1971, à travers son manifeste intitulé Thèse de juillet, Ceausescu déclara une révolution culturelle nationale. Le national-communisme en Roumanie était construit autour du culte de la personnalité de Ceausescu et de l'idéalisation de l'histoire roumaine, aussi connue comme le protochronisme. L'argument principal du précepte était la lutte continue et unanime pour achever l'unité et l'indépendance pendant deux mille ans.
Une partie du national-communisme roumain était la réhabilitation de figures historiques roumaines qui furent dénoncées précédemment par le régime communiste. Les exemples incluent l'historien nationaliste Nicolae Iorga et Ion Antonescu, un Conducator fasciste. Ces figures furent estimées comme des patriotes roumains malgré leurs opinions anti-communistes.

### Au Viêt Nam
Depuis les années 1930, quand le Parti communiste vietnamien fut fondé, beaucoup de nationalistes décidèrent de le rejoindre. Ceci est remarquable puisque cela montre le fait que le nationalisme avait été recristallisé dans un système organisé comparé à d'autre mouvements avec une lutte individuelle auparavant. Cependant, le nationalisme au Viêt Nam existe depuis longtemps, s'accrochant même à de différents types d'institutions politiques, d'Etats féodaux aux Etats avec un parti-unique. De plus, contrairement à d'autres partis communiste et partis de gauche, le Parti communiste vietnamien est en nature nationaliste, avec la pensée d'Hô Chi Minh étant souvent vu comme son idéologie principale. Ceci ait put rendre le soutien du peuple vietnamien possible.